# Sphaerostephanos plurivenosus
Sphaerostephanos plurivenosus är en kärrbräkenväxtart som beskrevs av Holtt. Sphaerostephanos plurivenosus ingår i släktet Sphaerostephanos och familjen Thelypteridaceae. Inga underarter finns listade.